# Evert
Evert (ˈeːfˌ̞r̩t) ist die niederdeutsche/niederländische/schwedische Entsprechung zu Eberhard und bedeutet „stark wie ein Wildschwein“; Kurz- und Verkleinerungsform: Eef (eːf). 
Das Element „hart“ begegnet häufig in Personennamen schon seit germ. Zeit in der Bedeutung „stark, kühn“.
Varianten sind Erhard (deutsch), Ebbe (dänisch, norwegisch, schwedisch), Everard (englisch), Évrard (französisch), Eberardo (spanisch).

## Namensträger

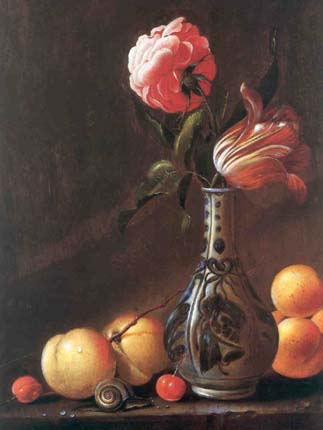
Evert van Aelst: Stillleben mit Früchten sowie einer Rose und einer Tulpe in einer Vase

### Evert
- Evert van Aelst (1602–1657), holländischer Stilllebenmaler
- Evert Jan Baerends (* 1945), niederländischer Theoretischer Chemiker
- Evert Bastet (* 1950), kanadischer Segler
- Evert Dirk Baumann (1883–1966), niederländischer Arzt und Medizinhistoriker
- Evert Willem Beth (1908–1964), niederländischer Logiker und Philosoph
- Evert Björn (1888–1974), schwedischer Leichtathlet
- Evert Jan Boks (1839–1914), niederländisch-belgischer Genre- und Porträtmaler
- Evert Brettschneider (* 1951), deutscher Fusionmusiker
- Evert Marie Bruins (1909–1990), niederländischer Physiker, Mathematiker und Mathematikhistoriker
- Evert Collier (1642–1708), holländischer Stilllebenmaler
- Evert van Dijk (1893–1986), niederländischer Luftfahrtpionier und Pilot
- Evert Dolman (1946–1993), niederländischer Radrennfahrer, Olympiasieger und Weltmeister
- Evert Cornelis Ekker (1858–1943), niederländischer Landschaftsmaler
- Evert Eloranta (1879–1936), finnischer Politiker
- Evert Everts (* 1941), deutscher Autor
- Evert Fraterman (* 1950), niederländischer Rock- und Fusionsmusiker
- Evert Grift (1922–2009), niederländischer Radrennfahrer
- Evert Gunnarsson (1929–2022), schwedischer Ruderer
- Evert Hoek (1933–2024), südafrikanisch-kanadischer Bauingenieur für Geotechnik
- Evert Horn (1585–1615), schwedischer Feldmarschall
- Evert van der Horst (1930/31–2011), niederländischer Fußballspieler
- Evert Jakobsson (1886–1960), finnischer Speerwerfer
- Evert Karlsson (1920–1996), schwedischer Skispringer
- Evert Kornmayer (* 1965), deutscher Sachbuchautor und Verleger
- Evert Kroon (1946–2018), niederländischer Wasserballspieler
- Evert Jan Ligtelyn (1893–1975), niederländischer Maler
- Evert Linthorst (* 2000), niederländischer Fußballspieler
- Evert Lundquist (1900–1979), schwedischer Fußballspieler
- Evert Musch (1918–2007), niederländischer Maler
- Evert Nilsson (1894–1973), schwedischer Zehnkämpfer
- Machiel Evert Noordeloos (* 1949), niederländischer Mykologe
- Evert Nyberg (1925–2000), schwedischer Langstreckenläufer
- Evert Pieters (1856–1932), niederländischer Maler, Radierer und Zeichner
- Evert Rinsema (1880–1958), niederländischer Dichter
- Evert van Roden, westfälischer Bildhauer der Spätgotik
- Evert Scheltinga (* 1987), niederländischer Duathlet und Triathlet
- Evert Marseus van Schrieck (≈1614/17 – n. 1681), niederländischer Maler
- Evert Strobos (* 1943), niederländischer Bildhauer
- Evert Sukamta (* 1992), indonesischer Badmintonspieler
- Evert Taube (1890–1976), schwedischer Dichter, Komponist, Sänger und Maler
- Evert Jan Thomassen à Thuessink (1762–1832), Professor der Medizin in Groningen
- Evert Verbist (* 1984), belgischer Radrennfahrer
- Evert Verwey (1905–1981), niederländischer Chemiker
- Evert Jacob van Wachendorff (1703–1758), niederländischer Mediziner, Botaniker und Chemiker

### Eef
- Eef Albers (* 1951), niederländischer Gitarrist des Fusion-Jazz
- Eef Arnolds (* 1948), niederländischer Mykologe
- Eef Brouwers (1939–2018), niederländischer Journalist, Generaldirektor und Nachrichtensprecher
- Eef Gerritsen (* 2000), niederländischer Eishockeyspieler
- Eef Kamerbeek (1934–2008), niederländischer Leichtathlet
- Eef Overgaauw (* 1957), niederländischer Paläograf, Historiker und Hochschullehrer

## Belege
1. ↑   https://www.meertens.knaw.nl/nvb/verklaring/naam/Evert NVB - Verklaaring Voornaam Evert 2011/02/09
2. ↑  "hart" in Digitales Wörterbuch der Deutschen Sprache
3. ↑  Mike Campbell: Meaning, origin and history of the name Evert. Abgerufen am 29. April 2019.